# 무사회: 사무라이 대습격
《무사회: 사무라이 대습격》(중국어: 武者)는 2019년 중국 액션 영화이다.

## 출연진

### 주연
- 완성문 - 양염 역
- 왕패연
- 엽석 - 사나다 역

### 조연
- 사우몽 - 마츠코 역
- 진수청
- 성성
- 왕진송